# Trophy Wife
Trophy Wife est une série télévisée américaine en 22 épisodes de 23 minutes créée par Emily Halpern et Sarah Haskins, diffusée entre le 24 septembre 2013, et le 13 mai 2014 sur le réseau ABC et en simultané au Canada sur le réseau CTV.
Cette série est inédite dans tous les pays francophones.

## Synopsis
Kate est une jeune femme fêtarde qui procède à des grands changements dans sa vie lorsqu'elle tombe amoureuse de Pete Harrison, un homme ayant déjà trois enfants, et mariés deux fois par le passé. Elle va également faire face aux deux ex-femmes de Pete, qui la jugent sans cesse…

## Distribution

### Acteurs principaux
- Malin Åkerman : Kate Harrison
- Bradley Whitford : Pete Harrison
- Michaela Watkins : Jackie Fisher
- Natalie Morales : Meg Gomez, BFF de Kate
- Ryan Lee (en) : Warren Harrison, fils de Pete et Diane
- Bailee Madison (Gianna LePera dans le pilote) : Hillary Harrison, fille de Pete et Diane
- Albert Tsai (en) : Bert Harrison, fils adoptif de Pete et Jackie
- Marcia Gay Harden : Dr Diane Buckley

### Acteurs récurrents et invités
- Paul Brittain (en) : Tevin (5 épisodes)
- Jenica Bergere : Helene (4 épisodes)
- Phyllis Smith : Mrs Steinberg (épisodes 1, 5 et 10)
- Alisha Boe : Chelsea Trassen (épisode 1)
- Raymond Lee : Pet Store Clerk (épisode 1)
- Karan Soni : Graduate 2 (épisode 1)
- Jona Xiao (en) : Graduate 3 (épisode 1)
- Murray Gershenz (en) : Elderly Man (épisode 1)
- Fitz Houston (en) : Janitor (épisode 5)
- Justin Tinucci (en) : Masked Teen (épisode 6)
- Nat Faxon : Sad Steve (épisodes 7, 16 et 22)
- Matt Besser (en) : Russian Guitarist (épisode 8)
- Crista Flanagan (en) : Ms Wickersham (épisodes 9 et 12)
- Dennis Haysbert : Russ Bradley Morrison (épisodes 9 et 16)
- Noelle Messier : Leigh (épisode 9)
- Thomas Middleditch : Nurse Terry (épisode 9)
- Laraine Newman : Juniper (épisode 11)
- Kimmy Gatewood (en) : Ingrid (épisode 11)
- Ken Narasaki (en) : DMV Guy (épisode 11)
- Matt Oberg (en) : DMV Clerk (épisode 11)
- Rob Corddry : Sensei Rick (épisode 14)
- Chris Harrison : lui-même (épisode 15)
- Nicol Paone : Carol (épisode 15)
- Gloria Calderon Kellett : Maggie (épisode 15)
- Annamarie Kenoyer (en) : Store Clerk (épisode 15)
- Megan Mullally : Cricket, mère de Kate (épisodes 16 et 17)
- Merrin Dungey : Agent Dawn Johansen (épisode 16)
- Steve Zissis : Clerk (épisode 16)
- Florence Henderson : Frances Harrison (épisode 17)
- Bob Gunton : Francis Harrison (épisode 17)
- Euriamis Losada (en) : Rogelio (épisode 18)
- Cleo Anthony (en) : Don (épisode 18)
- Jamie Denbo (en) : Iris (épisode 19)
- Andy Buckley : Paul Kramer (épisode 19)
- Ken Marino : Coach Dawson (épisode 20)
- Ravi Patel : Dr Scharma (épisode 22)
- Jonathan Kimmel (en) : Farmer Rick (épisode 22)
- Jordan Rubin (en) : Camera Guy (épisode 22)

## Fiche technique
- Producteurs exécutifs : Emily Halpern, Sarah Haskins, Lee Eisenberg et Gene Stupnitsky
- Société de production : ABC Studios

## Développement

### Production
ABC a commandé le pilote en septembre 2012 puis commandé la série le 10 mai 2013 et lui a attribué quatre jours plus tard lors des Upfronts la case horaire du mardi à 21 h 30 à l'automne.
Le 16 octobre 2013, ABC commande trois scripts supplémentaires, puis, deux semaines plus tard, commande une saison complète de 22 épisodes.
Le 9 mai 2014, la série est officiellement annulée.

### Casting
Les rôles ont été attribués dans cet ordre : Malin Åkerman, Bradley Whitford, Marcia Gay Harden et Michaela Watkins, Natalie Morales et Ryan Lee (en).
En juillet 2013, Bailee Madison remplace Gianna LePera dans le rôle de Hillary.
Parmi les acteurs récurrents et invités : Dennis Haysbert et Rob Corddry. En décembre 2013, Cybill Shepherd a décroché le rôle de la mère de Kate, mais a été remplacée par Megan Mullally.

## Épisodes
| №  | Titre                                         | Réalisation               | Scénario                              | Première diffusion | Audience (millions) |
| -- | --------------------------------------------- | ------------------------- | ------------------------------------- | ------------------ | ------------------- |
| 1  | Pilot                                         | Jason Moore               | Emily Halpern et Sarah Haskins        | 24 septembre 2013  | 6,69                |
| 2  | Cold File                                     | Bryan Gordon              | Emily Halpern et Sarah Haskins        | 1er octobre 2013   | 4,3                 |
| 3  | The Social Network                            | Jason Moore               | Daniel Chun (en)                      | 8 octobre 2013     | 4,77                |
| 4  | The Breakup                                   | Jeffrey Melman            | Lindsey Shockley (en)                 | 15 octobre 2013    | 4,12                |
| 5  | The Tryst                                     | Victor Nelli Jr. (en)     | Casey Johnson et David Windsor        | 22 octobre 2013    | 4,05                |
| 6  | Halloween                                     | Alex Hardcastle (en)      | Vijal Patel                           | 29 octobre 2013    | 4,33                |
| 7  | The Date                                      | Eric Appel (en)           | Gail Lerner                           | 5 novembre 2013    | 3,66                |
| 8  | Lice and Beary White                          | Elliot Hegarty            | Stacy Traub                           | 12 novembre 2013   | 3,72                |
| 9  | Russ Bradley Morrison                         | Peter Lauer (en)          | Daniel Chun                           | 3 décembre 2013    | 3,45                |
| 10 | 'Twas the Night Before Christmas… Or 'Twas It | John Fortenberry          | Lindsey Shockley                      | 10 décembre 2013   | 3,48                |
| 11 | The Big 5-0                                   | Christine Gernon          | Vijal Patel                           | 7 janvier 2014     | 3,83                |
| 12 | The Punisher                                  | Rebecca Asher             | Ben Smith                             | 14 janvier 2014    | 3,46                |
| 13 | The Tooth Fairy                               | Jeff Melman               | Justin Malen                          | 21 janvier 2014    | 3,37                |
| 14 | Foxed Lunch                                   | Beth McCarthy-Miller (en) | Casey Johnson et David Windsor        | 4 février 2014     | 3,24                |
| 15 | Happy Bert Day                                | Eric Appel                | Ava Tramer                            | 4 mars 2014        | 2,64                |
| 16 | The Wedding - Part One                        | Jason Moore               | Lindsey Shockley                      | 11 mars 2014       | 2,99                |
| 17 | The Wedding - Part Two                        | Claire Scanlon            | Emily Halpern et Sarah Haskins        | 18 mars 2014       | 3,22                |
| 18 | Couples Therapy                               | Gail Lerner               | Gail Lerner                           | 1er avril 2014     | 3,04                |
| 19 | The Minutes                                   | Tristam Shapeero          | Ben Smith                             | 8 avril 2014       | 2,82                |
| 20 | There's No Guy in Team                        | Ken Marino                | Howie Tremer                          | 29 avril 2014      | 3,16                |
| 21 | Back to School                                | Matt Sohn                 | Streeter Seidell (en)                 | 6 mai 2014         | 2,48                |
| 22 | Mother's Day                                  | Paul Lauer                | Gene Stupnitsky et Lee Eisenberg (en) | 13 mai 2014        | 2,83                |

## Accueil
Le pilote a été vu par 6,69 millions de téléspectateurs aux États-Unis, et 1,2 million au Canada. Les audiences américaines ont ensuite baissé sous les 5 millions à l'automne puis oscille vers les 3 millions jusqu'à la finale.